# 출세기
《출세기》(出世記)는 24장으로 구성된 윤대성(尹大星, 1939-    )의 작품이다. 1974년 '동랑레퍼터리극단' 공연. 김기주(金基柱) 연출. <동아일보> 신춘문예(<출발>)를 통해 데뷔한 윤대성은 사회부조리에 대하여 매우 신랄하게 비판을 가하는 사회문제 극작가이다. <출세기>만 하더라도 대중의 우매성과 매스컴 공해, 그리고 그로 인한 인간의 전락과정에 초점을 맞춘 작품이다.  이 작품을 통해서 작가는 문명공해 속에서 인간이 어떻게 몰락해 가는가 하는 것을 독특한 재치와 희극적 터치로 처리하고 있다. 전에 <목소리>라는 작품으로 매스컴의 횡포를 다룬 적이 있었던 윤대성은 최장기간 지하에 매몰되었던 광부 양창선의 실화를 소재로 <출세기>를 쓴 것이다. 지하에 매몰됨으로써 일약 매스컴의 총아가 되었던 주인공은 진짜 출세나 한 줄 알고 나서지만 곧 그는 매스컴에서 잊혀진 인물이 되어 초라하게 귀가한다는 희비극이다. 그러니까 작가는 매스컴의 위력 앞에서 붕괴되고 농락당하는 인간을 묘사함으로써 인간성 상실의 현대인을 시니컬하게 고발하고 있는 것이다. 24장에 걸쳐 오늘의 사회단면의 요모조모를 스케치하듯 묘사한 작품이 바로 <출세기>이다.